# Thomas Hunt Morgan
Thomas Hunt Morgan (Lexington, Kentucky, EUA, 25 de setembre de 1866 - Pasadena, 4 de desembre de 1945) fou un biòleg i genetista estatunidenc guardonat amb el Premi Nobel de Medicina o Fisiologia l'any 1933.

## Biografia
Va estudiar ciències naturals a la Universitat de Kentucky, on es va graduar el 1886. L'any 1890 es doctorà a la Universitat Johns Hopkins de Baltimore. Va morir a la seva residència de Pasadena, ciutat situada a l'estat de Califòrnia.

## Recerca científica
Les teories de Gregor Mendel acabaven de ser redescobertes l'any 1900 i Morgan s'interessà a estudiar la seva aplicació als animals. Seguint els passos de William Castle va començar a treballar a la Universitat de Colúmbia en el desenvolupament embrionari de Drosophila melanogaster, generalment anomenada mosca del vinagre, on es va interessar pel problema de l'herència biològica.
L'any 1910 va descobrir un mutant d'ulls blancs entre individus d'ulls vermells, observant caràcters recessius i posteriorment inicià la tradició d'anomenar els gens segons el fenotip causat pels seus al·lels mutants. Dels seus experiments, va concloure que alguns caràcters s'hereten lligats al gènere (herència lligada al sexe), que el gen responsable del caràcter resideix en el cromosoma X, i que probablement altres gens també residien en cromosomes específics o, cosa que és el mateix, que els cromosomes eren el suport físic dels gens, confirmà experimentalment la teoria cromosòmica de l'herència postulada amb anterioritat per Walter Sutton i Theodor Boveri. Emprant la recombinació dels cromosomes Morgan i Alfred Sturtevant van preparar un mapa amb la localització dels gens en el cromosoma.
L'any 1928 Morgan es traslladà a l'Institut Tecnològic de Califòrnia on fou director del Laboratori de Biologia, i on tingué com a estudiants George Beadle, Boris Ephrussi, Edward Lawrie Tatum, Linus Pauling, Frits Went, Edward Bok Lewis, Hermann Joseph Muller i Sidney Fox.
L'any 1933 fou guardonat amb el Premi Nobel de Medicina o Fisiologia pels seus descobriments sobre el paper del cromosoma en l'herència.